# 龙南站

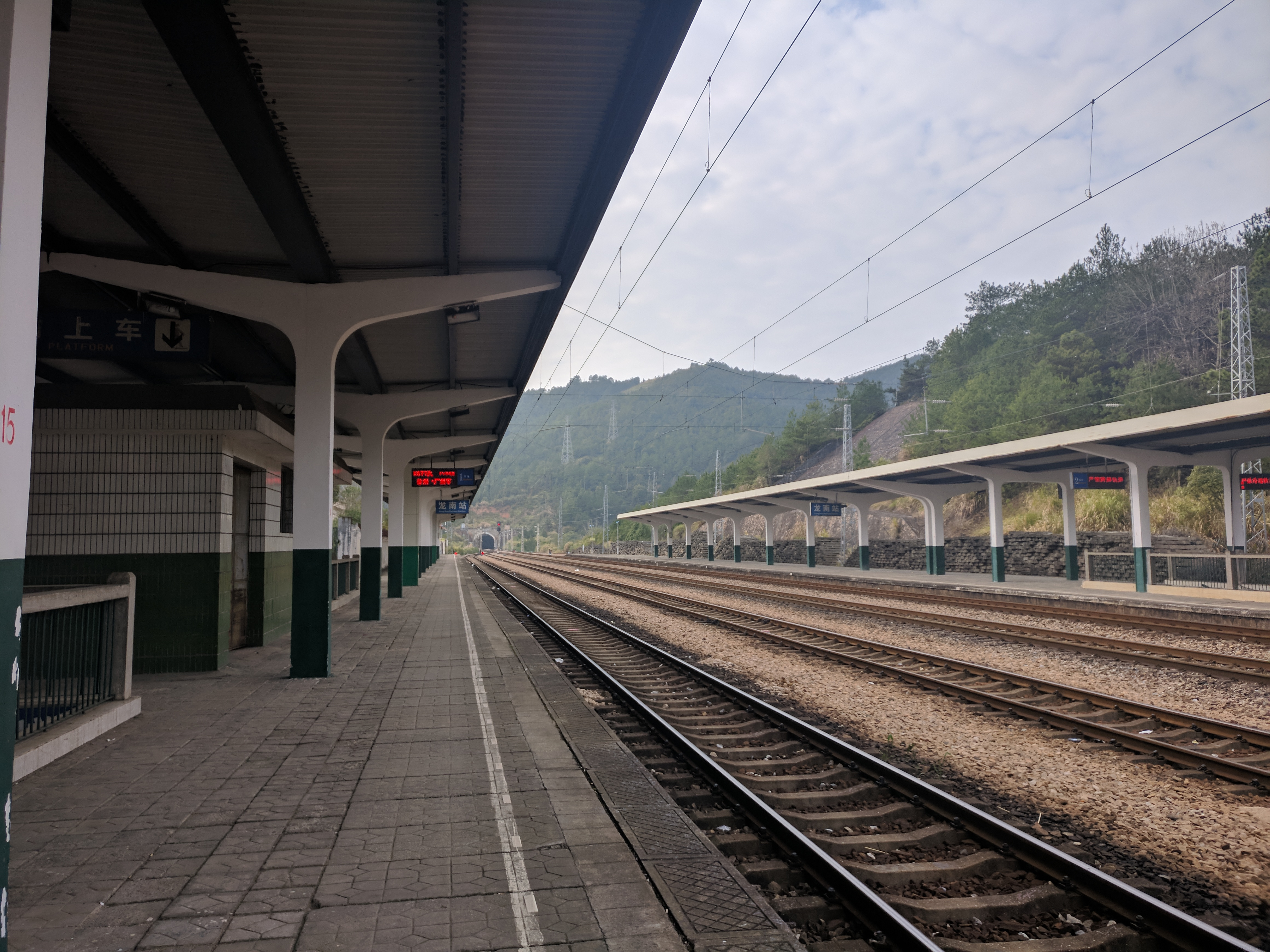
車站內的1號站台

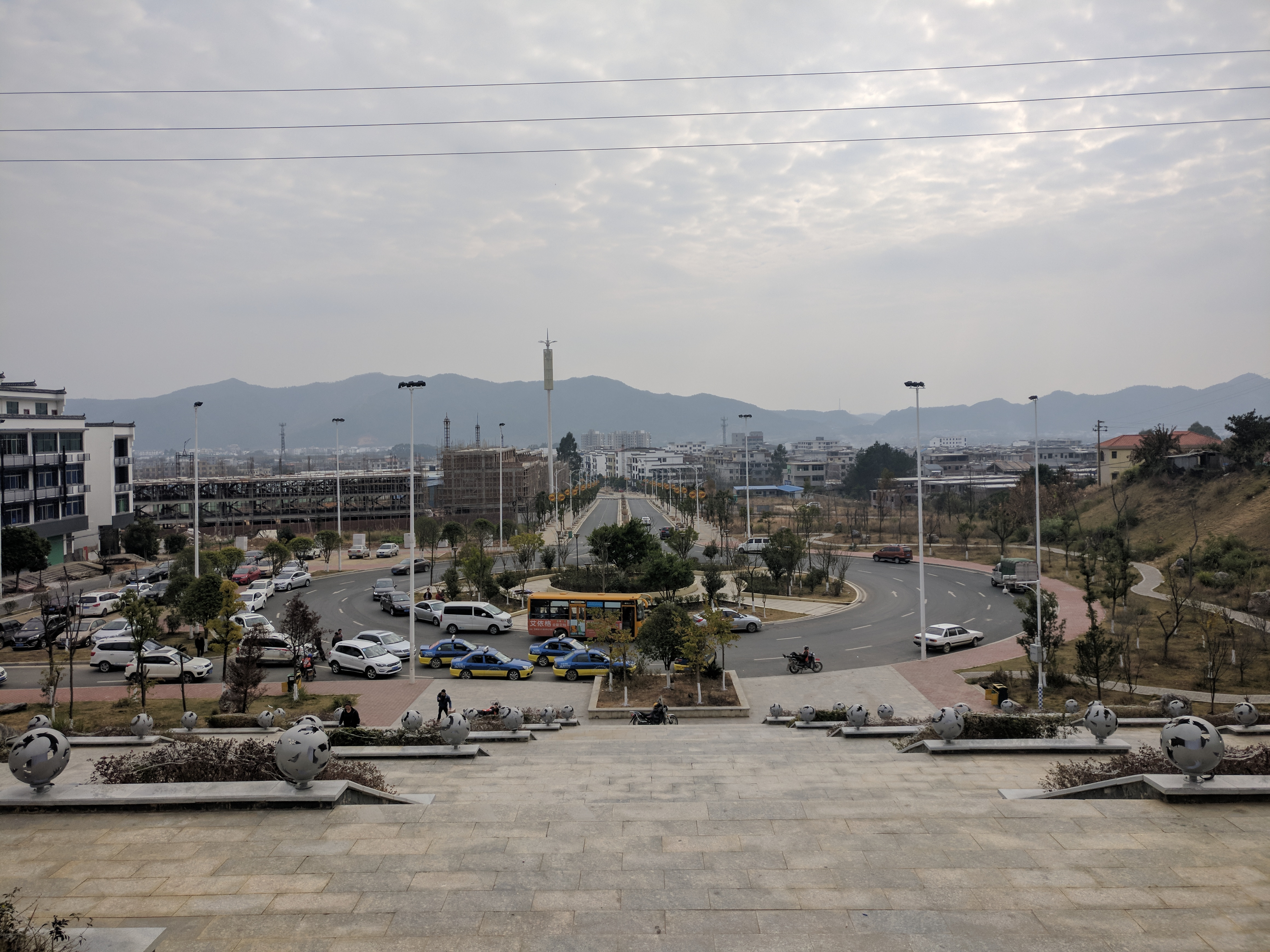
站前廣場和巴士上落客點

龙南站，位于中华人民共和国江西省赣州市龙南市里仁镇，是京九铁路上的火车站，建于1996年，由南昌铁路局赣州车务段管辖。

## 車站周邊
- 里仁镇中心小学
- 中国邮政储蓄银行里仁营业所
- 里仁镇人民政府
- 赣定高速公路

## 歷史
- 建于1996年。

## 外部連結
- 中国铁路客户服务中心 （页面存档备份，存于）